# Кефал

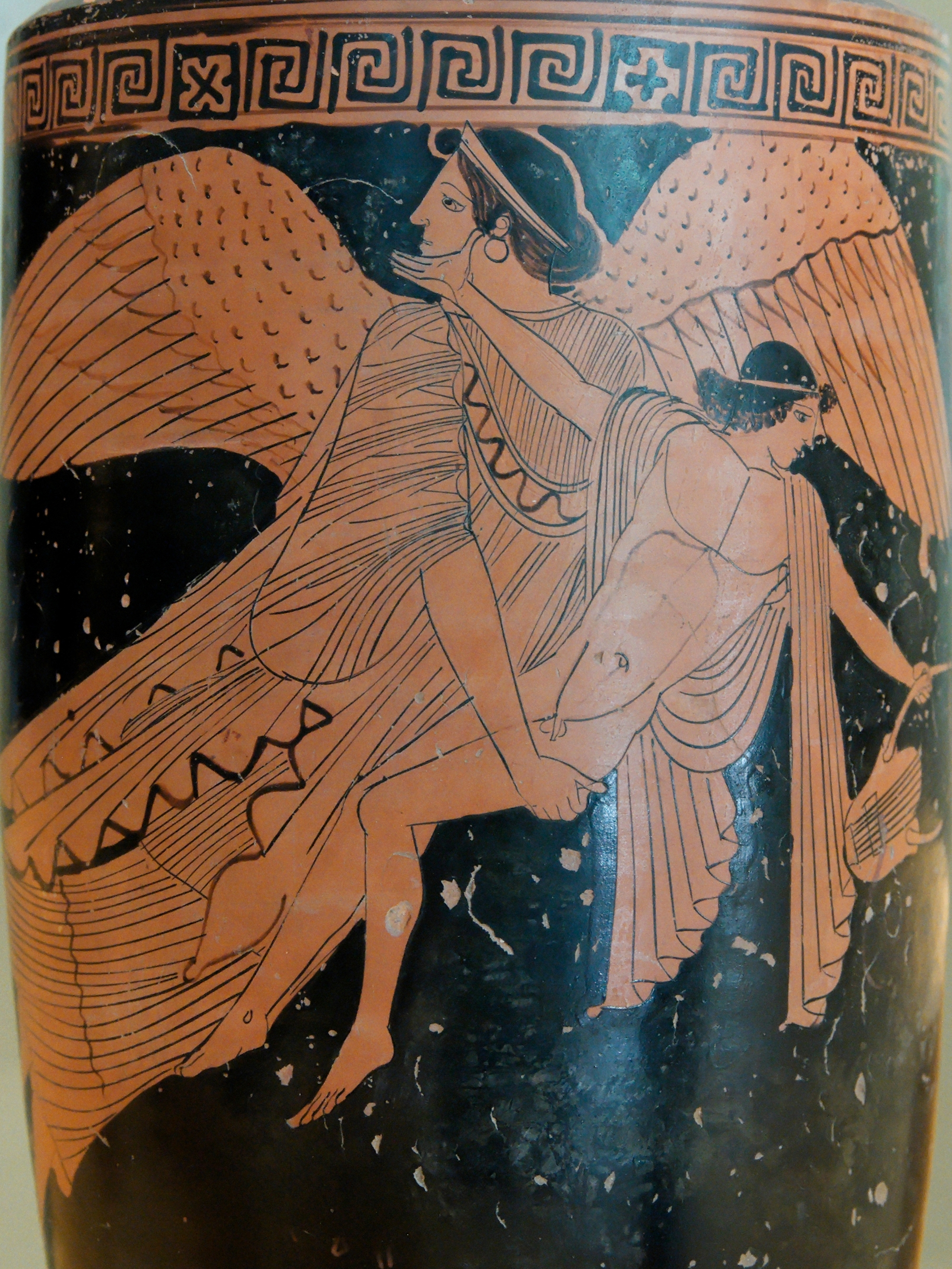
Еос викрадає Кефала

Кефал (грец. Κέφαλος) — чудовий мисливець, красень-юнак, якого покохала й викрала богиня світанку Еос.
За аттичним переказом, Кефал був сином Гермеса й Герси. Згідно з однією міфологічною версією, він жив з Еос на Сході, мав з нею сина Тітона, предка царських родів Сирії, Кілікії та Кіпру. За Гесіодом, від Кефала Еос народила Фаетона. Відомий також міф про Кефала та його дружину, дочку азійського царя Ерехтея Прокріду.
Еос намовила Кефала випробувати вірність дружини, якій він сам був вірний. Підійшовши до Прокріди у вигляді чужоземця, Кефал за допомогою подарунків схилив її до зради і так викрив невірність дружини. Присоромлена Прокріда втекла на Крит до Артеміди, від якої (варіант: від Міноса) одержала влучний спис і чарівного собаку, який завжди знаходив здобич. Невпізнана, повернулася Прокріда до Кефала і підмовляє його на зраду, обіцяючи подарувати списа й собаку. Коли Прокріда відкрилася, подружжя помирилось, але жінка стала ревнивою та заздрісною.
Кефал випадково вбив дружину на полюванні, коли вона потай стежила за ним, підозрюючи в невірності. Вигнаний за ненавмисне вбивство, Кефал знайшов пристановище у фіванського царя Амфітріона, якому позичив свого пса, щоб упіймати лиса, котрий завдавав великої шкоди фіванським околицям. (варіант: Амфітріон сам прийшов до Кефала й попросив допомоги в боротьбі проти телебоїв; після війни Кефал одержав у нагороду острів, названий на його честь Кефалонією.)
Зображення Кефала знайдено на кефалонських грошах і вазах. Міф про Кефала втілено в літературі (А. Арді, П. Кальдерон, І. Е. Шлегель), музиці (Р. Кайзер, Г. К. Шюрман, Е. Т. А. Гофман), образотворчому мистецтві (П. Веронезе, Н. Пуссен, К. Лоррен та ін.).